# Кропоткино
Кропо́ткино  (до 1948 года Ток-Шейх; укр. Кропоткіне, крымскотат. Toq Şeyh, Токъ Шейх) — село в Раздольненском районе Республики Крым, входит в состав Чернышёвского сельского поселения (согласно административно-территориальному делению Украины — Чернышёвского сельского совета Автономной Республики Крым)

## Население
| 2001 | 2014 |
| ---- | ---- |
| 1078 | ↘882 |

Всеукраинская перепись 2001 года показала следующее распределение по носителям языка
| Язык             | Процент |
| ---------------- | ------- |
| русский          | 45.92   |
| украинский       | 40.07   |
| крымскотатарский | 12.34   |
| белорусский      | 1.39    |

### Динамика численности
| - 1806 год — 94 чел. - 1864 год — 81 чел. - 1915 год — 6/8 чел. - 1926 год — 92 чел. - 1939 год — 107 чел. | - 1989 год — 955 чел. - 2001 год — 1078 чел. - 2009 год — 947 чел. - 2014 год — 882 чел. |

## Современное состояние
На 2016 год в Кропоткино числится 13 улиц; на 2009 год, по данным сельсовета, село занимало площадь 159,7 гектара, на которой в 337 дворах проживало 947 человек. В селе действует сельский клуб, образована православная община преподобного Кукши Одесского. Кропоткино связано автобусным сообщением с райцентром и соседними населёнными пунктами. В селе, на местном кладбище, находится братская могила красногвардейцев. погибших в этих местах во время гражданской войны. с установленым на ней памятником в виде четырёхгранного обелиска на ступенчатом постаменте, на котором выбиты фамилии четырёх павших. Постановлением Совета министров Республики Крым № 627 от 20 декабря 2016 года памятник отнесён к категории объектов культурно-исторического наследия России регионального значения.

## География
Кропоткино — село на севере района в степном Крыму, недалеко (4 км) от берега Каркинитского залива Чёрного моря, высота центра села над уровнем моря — 9 м. Ближайшие населённые пункты — Чернышёво в 4 км на юго-запад, Портовое в 4 км на север и Ботаническое в 3,5 км на юго-восток. Расстояние до райцентра — около 4,5 километров (по шоссе) на юг, ближайшая железнодорожная станция — Красноперекопск (на линии Джанкой — Армянск) — примерно 44 километра. Транспортное сообщение осуществляется по региональной автодороге 35Н-021 Портовое — Раздольное (по украинской классификации — С-0-11102).

## История
Первое документальное упоминание села встречается в Камеральном Описании Крыма… 1784 года, судя по которому, в последний период Крымского ханства Ток Шеих входил в Мангытский кадылык Козловскаго каймаканства. После присоединения Крыма к России (8) 19 апреля 1783 года, (8) 19 февраля 1784 года, именным указом Екатерины II сенату, на территории бывшего Крымского ханства была образована Таврическая область и деревня была приписана к Евпаторийскому уезду. После павловских реформ, с 1796 по 1802 год входила в Акмечетский уезд Новороссийской губернии. По новому административному делению, после создания 8 (20) октября 1802 года Таврической губернии, Ток-Шеих был включён в состав Джелаирской волости Евпаторийского уезда.
По Ведомости о волостях и селениях, в Евпаторийском уезде с показанием числа дворов и душ… от 19 апреля 1806 года в деревне Ток-Шеих числилось 16 дворов, 90 крымских татар и 4 ясыра. На военно-топографической карте генерал-майора Мухина 1817 года деревня Ток шенк обозначена с 24 дворами. После реформы волостного деления 1829 года Ток Шеих, согласно «Ведомости о казённых волостях Таврической губернии 1829 года» отнесли к Атайской волости (переименованной из Джелаирской). На карте 1836 года в деревне 26 дворов, как и на карте 1842 года.
В 1860-х годах, после земской реформы Александра II, деревню приписали к Биюк-Асской волости. В эти годы произошло слияние близлежащих поселений и в «Списке населённых мест Таврической губернии по сведениям 1864 года», составленном по результатам VIII ревизии 1864 года, числится Ток-Шеих (или Кульджанай) — общинная татарская деревня, с 8 дворами, 81 жителем и мечетью при колодцах. По обследованиям профессора А. Н. Козловского 1867 года, вода в половине колодцев деревни была пресная, в половине — «соленоватая» а их глубина колебалась от 2,5 до 8 саженей (5—17 м). На трехверстовой карте Шуберта 1865 года деревня ещё обозначена, как Ток-Шеих, а на карте, с корректурой 1876 года, обозначена уже одна деревня Коджалай-Ток-Шеих с 5 дворами). Согласно «Памятной книжке Таврической губернии за 1867 год», деревня Ток шеих была покинута, в результате эмиграции крымских татар, особенно массовой после Крымской войны 1853—1856 годов, в Турцию и стояла без новых поселенцев. Вновь встречается в Статистическом справочнике Таврической губернии. Ч.II-я. Статистический очерк, выпуск пятый Евпаторийский уезд, 1915 год, согласно которому в имении Ток-Шеих (Мокиевского) Коджамбакской волости Евпаторийского уезда числился 1 двор с 6 приписными жителями и 8 — «посторонних», из которых 7 мужчин и 7 женщин. Жители владели 182 десятинами удобной земли. В имении числились 31 лошадь, 40 волов, 10 коров и 12 голов мелкого скота.
После установления в Крыму Советской власти, по постановлению Крымревкома от 8 января 1921 года № 206 «Об изменении административных границ» была упразднена волостная система и в составе Евпаторийского уезда был образован Бакальский район, в который включили село, а в 1922 году уезды получили название округов. 11 октября 1923 года, согласно постановлению ВЦИК, в административное деление Крымской АССР были внесены изменения, в результате которых округа были отменены, Бакальский район упразднён и село вошло в состав Евпаторийского района. Согласно Списку населённых пунктов Крымской АССР по Всесоюзной переписи 17 декабря 1926 года, в селе Ток-Шеих, Ак-Шеихского сельсовета (в котором село состояло до 1967 года) Евпаторийского района, числилось 23 двора, все крестьянские, население составляло 92 человека, из них 74 русских и 18 украинцев. Постановлением ВЦИК РСФСР от 30 октября 1930 года был создан Фрайдорфский еврейский национальный (лишённый статуса национального постановлением Оргбюро ЦК КПСС от 20 февраля 1939 года) район и село включили в его состав, а после создания в 1935 году Ак-Шеихского района (переименованного в 1944 году в Раздольненский) Ток Шейх включили в его состав. По данным всесоюзной переписи населения 1939 года в селе проживало 107 человек.
С 25 июня 1946 года Ток-Шеих в составе Крымской области РСФСР. Указом Президиума Верховного Совета РСФСР от 18 мая 1948 года, Ток Шейх переименовали в Кропоткино. 26 апреля 1954 года Крымская область была передана из состава РСФСР в состав УССР. Указом Президиума Верховного Совета УССР «Об укрупнении сельских районов Крымской области», от 30 декабря 1962 года село присоединили к Черноморскому району. 1 января 1965 года, указом Президиума ВС УССР «О внесении изменений в административное районирование УССР — по Крымской области», вновь включили в состав Раздольненского. В период с 1954 по 1968 годы к селу присоединили посёлок Геройское. В 1967 году создан Ботанический сельский совет в который входило Кропоткино, на 1977 год — уже в составе Чернышёвского. По данным переписи 1989 года в селе проживало 955 человек. С 12 февраля 1991 года село в восстановленной Крымской АССР, 26 февраля 1992 года переименованной в Автономную Республику Крым. С 21 марта 2014 года в составе Крыма аннексировано Россией.